# Hans Günther Stumpe
Hans Günther Hermann Stumpe (født 1936) er en tysk købmand og morder fra Wolfsburg, der 17. december 1986 ved retten i Braunschweig idømtes livsvarigt fængsel for mordet på den 37-årige damefrisør og prostituerede Helga Casu, som han i august 1985 myrdede i sommerhuset Delfinvej 30 i Nørre Vorupør i Thy, hvorefter han parterede og bortskaffede liget.
Opklaringen tog sin begyndelse, da to jægere på andejagt den 1. september 1985 fandt et afskåret ben fra et parteret kvindelig i Roddenbjerg Sø 56°47′38″N 8°17′06″Ø / 56.794°N 8.285°Ø midt mellem de større Ørum Sø og Flade Sø tæt ved Vestervig i Thy. I de følgende dage fandtes de resterende lemmer og torsoen i søerne, bortset fra hovedet og hænderne, som aldrig fandtes.
Kriminalpolitiet med bistand fra Rigspolitiets rejsehold indså hurtigt, at den myrdede kvindes identitet skulle søges blandt de mange tyske turister, som besøger sommerhusområderne ved vestkysten, da ingen danskere var savnet.
I samarbejde med tysk politi og omtale i tysk tv, samt hjælp fra vidner i sommerhusområderne, kom politiet hurtigt på sporet af den efterlyste Helga Casu fra Braunschweig, som var taget på hemmelig ferie i Thy med sin 49-årige forretningspartner Hans Günther Stumpe, som 9. oktober 1985 blev anholdt i Tyskland, sigtet for mordet på Helga Casu og den brutale partering af liget.
Mordet blev i 2002 omtalt i DR's kriminalserie Rejseholdet, og i 2009 har Diana Hjulgaard produceret en video om mordet.

## Eksterne links
- Et næsten perfekt drab, Politimuseet
- Det perfekte mord - video af Diana Hjulgaard 2009.  Arkiveret 14. februar 2016 hos  Wayback Machine  (Webside ikke længere tilgængelig)
- Drabssager - 1985 Arkiveret 23. juni 2016 hos  Wayback Machine - drabssageridanmark.beboer2650.dk
- Stumpemordet i Thy Arkiveret 28. januar 2022 hos  Wayback Machine - TV Midt/Vest
- Kuriosa über Vorupør - novasol.de
- Hans Günther Hermann Stumpe - forum.vorupoer.info
- Parteret levende - Ekstra Bladet 14. januar 2002
- Rejseholdets historie, af Frederik Strand og Ove Kryger Rasmussen (2014). ISBN 978-87-11-34426-2